# Trånghalla
Trånghalla est une localité de Suède située dans la commune de Jönköping et peuplée de 1 251 habitants. Elle se trouve sur les rives du lac Vättern, entre les localités de Bankeryd et Jönköping.